# 大陵六
大陵六，即英仙座ρ（ρ Persei），是一颗位于英仙座的恒星，距离地球约317光年。
大陵六是一颗M4型巨星，亮度是太阳的3470倍，半径是太阳的164倍，质量是太阳的3倍，表面温度为3460K。
大陵六是仙王座μ型半规则变星，视星等在3.3至4.0之间变化，光变周期有两个，分别是50天和1100天。